# إيوكراتيدس الثاني
إيوكراتيدس الثاني هو ملك من الملوك الإغريق البختريين، والذي حكم في الفترة ما بين سنتي 145-140 سنة قبل الميلاد.
سك في عهده، كما في باقي الملوك الإغريق البختريين، كمية وافرة من النقود المعدنية.